# The Crow and the Butterfly
Singles de Shinedown
If You Only Knew
(2009) Diamond Eyes (Boom-Lay Boom-Lay Boom)
(2010)
The Crow & the Butterfly est le douzième single du groupe Shinedown sorti en 2010.

## Liste des chansons
| No | Titre                    | Durée |
| -- | ------------------------ | ----- |
| 1. | The Crow & the Butterfly | 4:13  |

## Performance dans les charts
| Charts                                    | Meilleur position |
| ----------------------------------------- | ----------------- |
| Canadian Hot 100                          | 51                |
| U.S. Billboard Hot 100                    | 97                |
| U.S. Billboard Hot Mainstream Rock Tracks | 1                 |
| U.S. Billboard Rock Songs                 | 1                 |
| U.S. Billboard Alternative Songs          | 6                 |